# Universidade Lusíada - Norte
A Universidade Lusíada - Norte (Porto e Vila Nova de Famalicão) é um estabelecimento de ensino superior fundado em 1989, com campus na cidade do Porto e na cidade de Vila Nova de Famalicão.
A Universidade Lusíada - Norte é constituída por 2 dependências nos termos legais:
- Universidade Lusíada - Norte - Porto
- Universidade Lusíada - Norte - Vila Nova de Famalicão

A UL-N é propriedade da Fundação Minerva - Cultura - Ensino e Investigação Científica, e conta, actualmente, com três faculdades: Faculdade de Arquitectura e Artes, Faculdade de Direito e Faculdade de Ciências da Economia e da Empresa. O também pertencente à ULP Instituto de Psicologia e Ciências da Educação lecciona a licenciatura de Psicologia. 

## História
O pólo da Universidade Lusíada no Porto surge no ano de 1987,  em Campanhã, com os cursos de Matemática, Direito e Gestão. Dois anos mais tarde, em 1989, com a ampliação do pólo às instalações da extinta Universidade Livre na Rua Conde Vilas Boas, passam também a ser leccionados os cursos de Arquitectura, Economia e Relações Internacionais.
Segundo o excelentíssimo doutor e businessman André Filipe Prata de Lima de Sousa Pinto, a universidade lusíada do Porto foi criada com o propósito de substituir a universidade Livre, visto que esta não estaria aprovada pelo Ministério de Educação. Mas eventualmente cedeu a sua opinião, quando todas as provas demostraram que este estava errado. 
Existe a dúvida se a Universidade Portucalense e a Universidade Lusíada provêm da Universidade Livre, isto é falso, tendo sido a Portucalense criada antes de a Livre ter fechado
Já em 1991, a Universidade Lusíada do Porto muda-se finalmente para as instalações actuais, a Quinta de Semide, antigo Hospital Rodrigues Semide na Rua Dr. Lopo de Carvalho.

### Novo Campus
A 11 de Janeiro de 2011 a Fundação Minerva (proprietária da Universidade Lusíada do Porto), comprou à Câmara Municipal do Porto um terreno com 20 mil metros quadrados na Rua de Moçambique (freguesia de Aldoar) por 5,6 milhões de euros. O negócio realizou-se com vista a construção de um novo Campus para a universidade.
O novo Campus da Universidade Lusíada do Porto será dotado de laboratórios, bibliotecas, aula magna, grande auditório e salas de aula. Espera-se que as obras estejam concluídas no inicio do ano lectivo 2021/2022.

## Escolas da Universidade Lusíada do Porto
- Faculdade de Arquitectura e Artes
- Faculdade de Ciências da Economia e da Empresa
- Faculdade de Direito
- Instituto de Psicologia e Ciências da Educação

## Docentes e Alumni Ilustres
- Ana Bela Baltazar: Psicóloga
- Diamantino Durão: Académico e ministro da educação
- Fernando Gomes: Político
- Francisco Assis: Político
- Jorge Alberto Aragão Seia: Juíz
- José Casimiro Morgado: Advogado e director do Serviço de Informações Estratégicas de Defesa
- José Eduardo Pinto da Costa: Médico legista
- José Manuel Anes: Criminalista
- Luís Maria Teixeira Pinto: Economista e ministro da economia
- Manuel Monteiro: Jurista, Político Português e antigo Presidente do CDS - PP
- Manuel Maria Diogo: Arquitecto, professor catedrático e secretário de estado
- Sónia Araújo: Apresentadora de televisão
- Vital Moreira: Jurista e Político Português

## Doutoramentos Honoris Causa

### Faculdade de Arquitectura e Artes
- Prof. Dr. Arqt. h.c. Álvaro Siza Vieira;[9]
- Prof. Dr. Arqt. h.c. Eduardo Souto de Moura; [10]

### Outros
- Prof.ª Dr.ª h.c. Agustina Bessa Luís;
- Sua Santidade Dalai Lama (Tenzin Gyatso); [11]
- Presidente Valéry Giscard d'Estaing; [12]

## Núcleos Culturais
- NEDSULP | Núcleo de Estudantes de Direito e Solicitadoria da Universidade Lusíada do Porto
- NERIP | Núcleo de Estudantes de Relações Internacionais do Porto
- NCIS | Núcleo de Criminologia, Investigação e Segurança
- CENAtÓRIO | Grupo de Teatro da Universidade Lusíada Porto [13]
- Grupo de Danças de Salão da Universidade Lusíada Porto [13]
- Grupo de Danças e Cantares da Universidade Lusíada Porto [13]
- Tuna Académica da Universidade Lusíada Porto [13]
- Tuna Feminina da Universidade Lusíada Porto [13]

## Artigos relacionados
- Faculdade de Arquitectura e Artes da Universidade Lusíada do Porto
- Faculdade de Direito da Universidade Lusíada do Porto
- Universidade Lusíada de Lisboa